# Frans Van Kuyck
Pour les articles homonymes, voir Van Kuyck.
Frans Van Kuyck (né Frans Pieter Lodewijk van Kuyck le 9 juin 1852 à Anvers et mort dans la même ville le 31 mai 1915  est un peintre et illustrateur belge.

## Biographie
Frans van Kuyck est le fils du peintre de scènes de genre Louis Van Kuyck et, par sa mère, le neveu du peintre François Lamorinière. Il est, de 1895 à 1915, échevin des Beaux Arts.

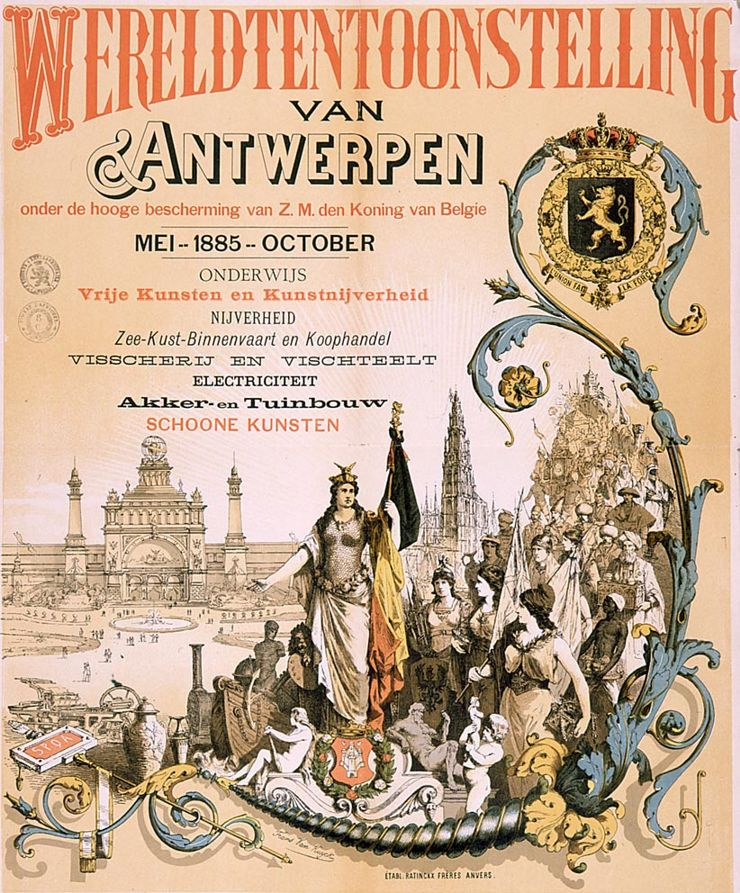
Affiche de Frans van Kuyck pour l'Exposition universelle d'Anvers (1885)[3].
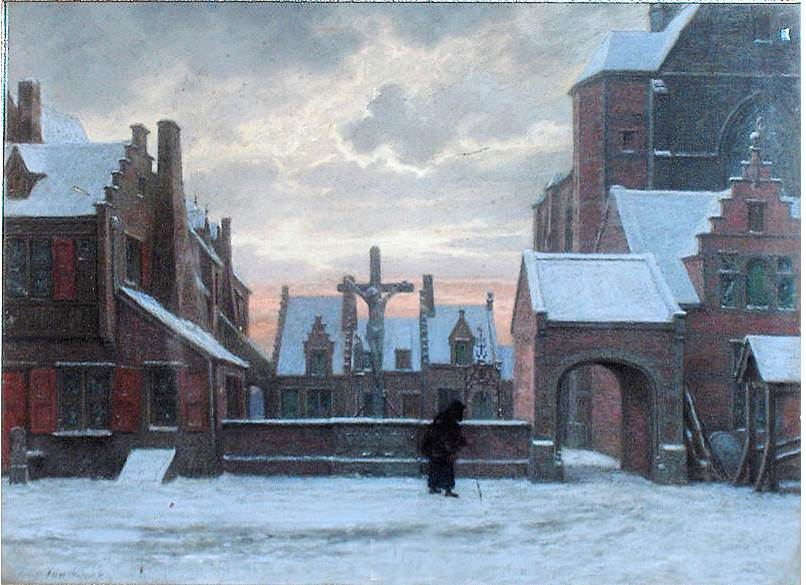
Marche dans la neige.

## Distinction
- Chevalier de l'ordre de Léopold (16 janvier 1892)[4].